# Tobil Kosztanaj FK
A Tobil Kosztanaj FK (kazak cirill betűkkel Тобыл Қостанай Футбол Клубы, orosz nevén Tobol Kosztanaj) kazak labdarúgócsapat Kosztanajból. Jelenleg a kazak labdarúgó-bajnokság élvonalában szerepel. Legnagyobb sikerét 2010-ben aratta, amikor kazak bajnoki címet ünnepelt. Legjelentősebb nemzetközi sikere a 2007-es UEFA Intertotó-kupa győzelem.

## Korábbi nevek
- 1967–1981: Avtomobiliszt
- 1982–1989: Enyergetyik
- 1990–1991: Kusztanajec
- 1992–1994: Himik

1995 óta jelenlegi nevén szerepel.

## Sikerei
- Kazak bajnok
  - 1 alkalommal (2010)

- Kazak kupa-győztes
  - 1 alkalommal (2007)

- UEFA Intertotó-kupa
  - 1 alkalommal (2007)

## Eredmények

### Európaikupa-szereplés

#### Összesítve
| Kupa           | J  | GY | D | V | LG–RG |
| -------------- | -- | -- | - | - | ----- |
| Európa-liga    | 2  | 0  | 1 | 1 | 1–3   |
| UEFA-kupa      | 6  | 1  | 1 | 4 | 2–8   |
| Intertotó-kupa | 12 | 8  | 1 | 3 | 16–8  |
| Összesítve     | 20 | 9  | 3 | 8 | 19–19 |

#### Szezonális bontásban
| Idény     | Kupa           | Forduló         | Klub                             | 1. mérk. | 2. mérk. |
| --------- | -------------- | --------------- | -------------------------------- | -------- | -------- |
| 2003      | Intertotó-kupa | 1. forduló      | Polonia Warszawa                 | 3–0      | 2–1      |
| 2003      | Intertotó-kupa | 2. forduló      | Sint Truidense                   | 2–0      | 1–0      |
| 2003      | Intertotó-kupa | 3. forduló      | SV Pasching                      | 0–1      | 0–3      |
| 2006–2007 | UEFA-kupa      | 1. selejtezőkör | FC Basel                         | 1–3      | 0–0      |
| 2007      | Intertotó-kupa | 1. forduló      | SZK Zesztaponi                   | 3–0      | 0–2      |
| 2007      | Intertotó-kupa | 2. forduló      | Slovan Liberec                   | 1–1      | 2–0      |
| 2007      | Intertotó-kupa | 3. forduló      | ÓFI                              | 1–0      | 1–0      |
| 2007–2008 | UEFA-kupa      | 2. selejtezőkör | Dyskobolia Grodzisk Wielkopolski | 0–1      | 0–2      |
| 2008–2009 | UEFA-kupa      | 1. selejtezőkör | Austria Wien                     | 1–0      | 0–2      |
| 2009–2010 | Európa-liga    | 2. selejtezőkör | Galatasaray                      | 1–1      | 0–2      |

Megjegyzés: Az eredmények minden esetben a Tobil Kosztanaj szemszögéből értendőek, a félkövéren jelölt mérkőzéseket pályaválasztóként játszotta.